# 25 februari
25 februari is de 56ste dag van het jaar in de gregoriaanse kalender. Hierna volgen nog 309 dagen (310 dagen in een schrikkeljaar) tot het einde van het jaar.

## Gebeurtenissen
- Algemeen
  - 1922 - Henri Landru, beter bekend als Blauwbaard, wordt geëxecuteerd.
  - 1972 - Duitsland geeft vijf miljoen dollar aan een Arabische terrorist als losgeld voor de passagiers en bemanning van een gekaapte Jumbo Jet.
  - 1999 - Honderden mensen raken besmet met de legionellabacterie tijdens een bezoek aan de Westfriese Flora in Bovenkarspel, 32 mensen overlijden aan de gevolgen van de veteranenziekte.
  - 2009 - Bij een vliegtuigcrash van Turkish Airlines-vlucht 1951 nabij luchthaven Schiphol vallen negen doden.
- Media
  - 2015 - De KRO-NCRV zendt de 100e aflevering uit van de Britse detective-serie Midsomer Murders.
  - 2024 - VPRO zendt op NPO 2 de eerste aflevering van het nieuwe seizoen van het televisieprogramma Boeken uit. Presentatrice Lotje IJzermans interviewt schrijvers van literaire fictie en non-fictie.[1]
  - 2024 - Na ruim 14 jaar en zo'n 700 gesprekken presenteert Leo Fijen op NPO 2 voor de laatste keer het KRO-NCRV televisieprogramma Geloofsgesprek.[2]
- Oorlog
  - 1921 - De Georgische hoofdstad Tbilisi valt na dagenlange strijd tegen het Rode Leger waarmee een einde komt aan de Democratische Republiek Georgië. De republiek wordt ingelijfd bij de op te richten Sovjet-Unie.
  - 1941 - Februaristaking.
- Politiek
  - 138 - Antoninus Pius wordt door Hadrianus geadopteerd als zijn opvolger en plaatsvervanger van de overleden Lucius Aelius Verus Caesar.
  - 1570 - Paus Pius V excommuniceert koningin Elizabeth I van Engeland.
  - 1803 - De Rijksdag van het Heilige Roomse Rijk houdt haar laatste zitting te Regensburg.
  - 1947 - Pruisen (Duitsland) door de geallieerden ontbonden.
  - 1954 - Gamal Abdel Nasser wordt premier van Egypte.
  - 1980 - Staatsgreep in Suriname, door onder anderen Desi Bouterse en Roy Horb: de Sergeantencoup.
  - 1986 - Na vier dagen van massale demonstraties in de Filipijnen (later bekend geworden als EDSA-revolutie), ontvlucht president Ferdinand Marcos het paleis en wordt Corazon Aquino de nieuwe Filipijnse president.
  - 1991 - Vertegenwoordigers van de Sovjet-Unie, Hongarije, Tsjechoslowakije, Polen, Roemenië en Bulgarije tekenen in Boedapest een document waarin een eind wordt gemaakt aan de wederzijdse verplichtingen van de lidstaten van het Warschaupact.
  - 1993 - Het Catalaanse parlement neemt een wet aan waarin het onofficiële volkslied Els segadors tot officieel volkslied wordt verklaard.
  - 2014 - De Democratische Liberale Partij in Roemenië stapt uit de regeringscoalitie met de Sociaaldemocratische Partij van premier Victor Ponta.
- Religie
  - 1955 - Verheffing van het Rooms-katholieke Apostolisch vicariaat Finland tot Bisdom Helsinki. Benoeming van de Nederlander Willem Cobben tot bisschop van Helsinki.
- Sport
  - 1913 - Oprichting van voetbalclub AGOVV.
  - 1945 - Het Argentijns voetbalelftal wint voor de zevende keer de Copa América door in de voorlaatste wedstrijd met 1-0 te winnen van Uruguay.
  - 1951 - Openingsceremonie van de eerste Pan-Amerikaanse Spelen, gehouden in Buenos Aires.
  - 1981 - Schaatsster Alie Boorsma verbetert in Inzell haar eigen Nederlands record op de 500 meter met een tijd van 41,80 seconden.
  - 1989 - Christine Aaftink verbetert in Heerenveen het Nederlands schaatsrecord van Herma Meijer op de 500 meter (40,53 seconden) met een tijd van 40,34 seconden.
  - 2002 - Venus Williams lost Jennifer Capriati na zes weken af als de nummer één op de wereldranglijst der proftennissters; de Amerikaanse moet die positie na drie weken alweer afstaan aan diezelfde landgenote.
  - 2005 - Ronald Koeman vertrekt als trainer bij voetbalclub Ajax.
  - 2006 - Niels Kerstholt en Maaike Vos worden in Den Haag Nederlands kampioen shorttrack.
  - 2007 - Wielrenner Levi Leipheimer wint de tweede editie van de Ronde van Californië.
  - 2015 - De Nederlandse parasnowboarders Bibian Mentel en Chris Vos winnen allebei goud op het onderdeel snowboardcross tijdens het wereldkampioenschap in het Spaanse wintersportdorp La Molina.
  - 2016 - Michael van Gerwen noteert het hoogste gemiddelde ooit in een dartswedstrijd op tv. Gemiddelde 123,4 in een partij tegen Michael Smith (7-1 winst) tijdens de Premier League Darts 2016.
  - 2023 - De Zweedse polsstokhoogspringer Armand Duplantis verbetert bij indoorwedstrijden in het Franse Clermont-Ferrand zijn eigen wereldrecord met één centimeter en brengt het op 6,22 meter.[3]
- Wetenschap en technologie
  - 1837 - Thomas Davenport verkrijgt het eerste octrooi op de elektromotor.
  - 1901 - Oprichting van de United States Steel Corporation.
  - 1902 - Het Londense publiek staat versteld bij de demonstratie van de eerste stofzuiger door Hubert Booth.
  - 1957 - Eerste implantatie van een cochleair implantaat in Frankrijk.
  - 1969 - Lancering van de Mariner 6 met als bestemming Mars.
  - 2024 - Lancering van een Falcon 9 raket van SpaceX vanaf Kennedy Space Center Lanceercomplex 40 voor de Starlink group 6-39 missie met 24 Starlink satellieten.[4]

## Geboren

Xuande,
geboren in 1398

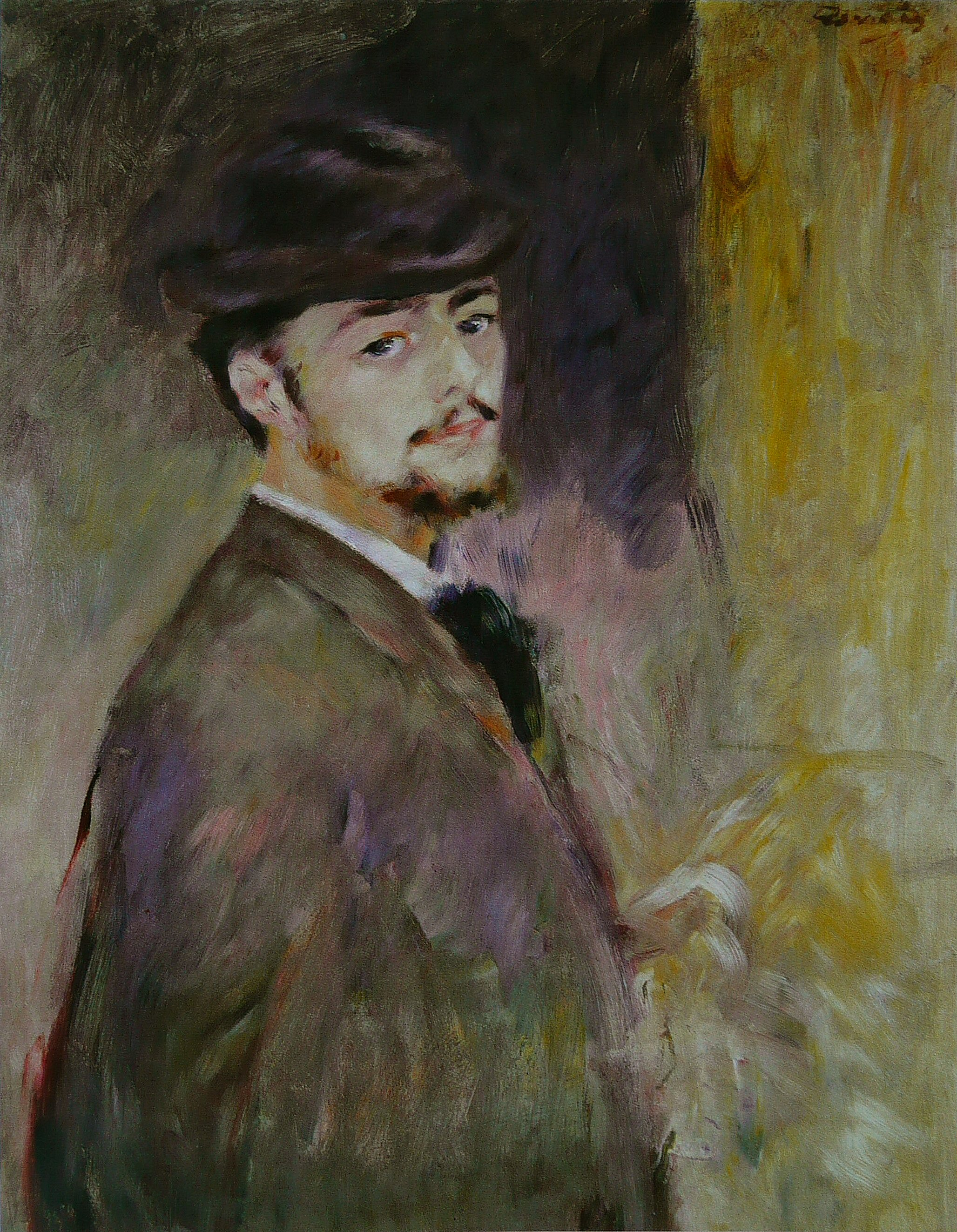
Pierre-Auguste Renoir,
geboren in 1841

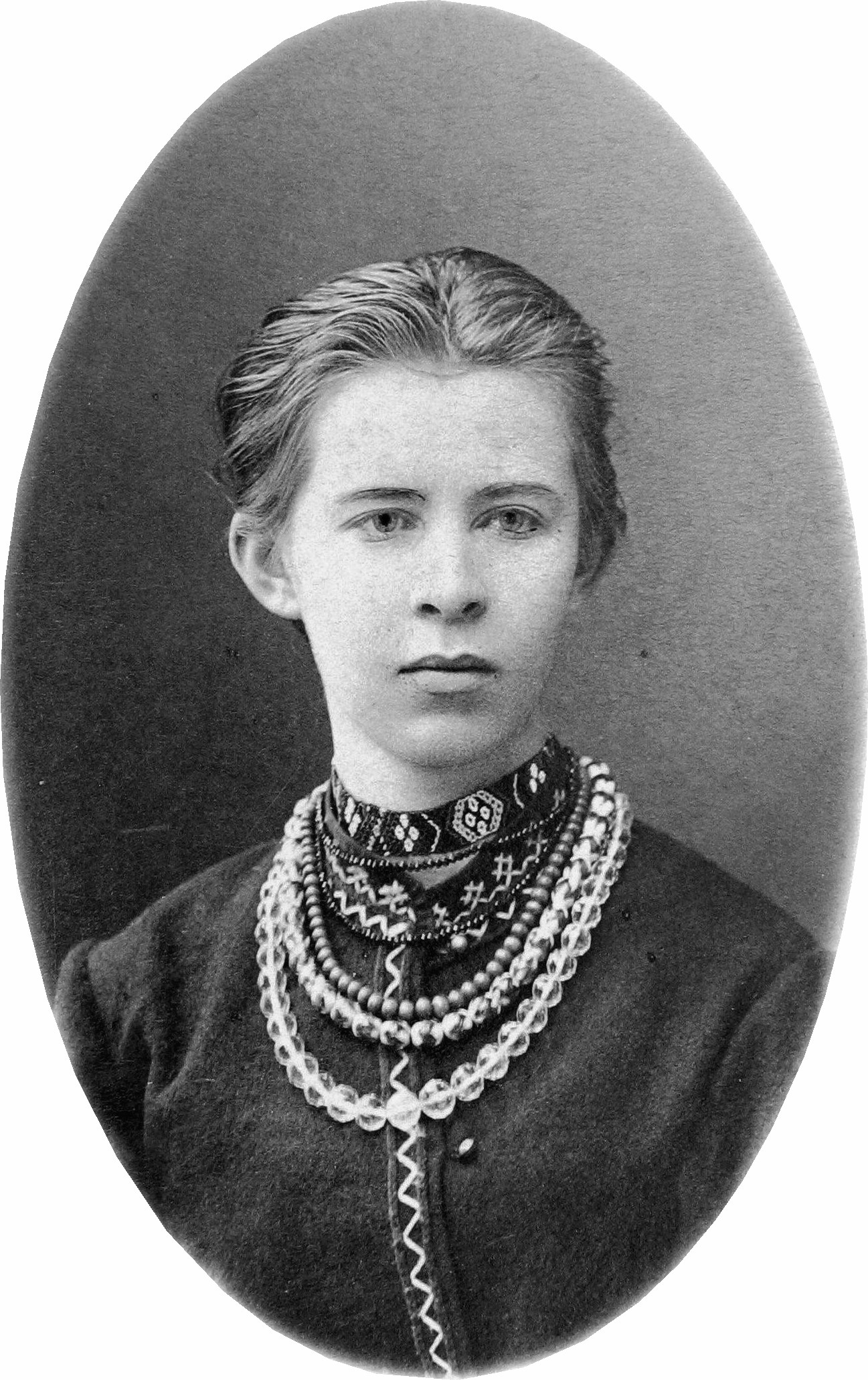
Lesja Oekrajinka,
geboren in 1871

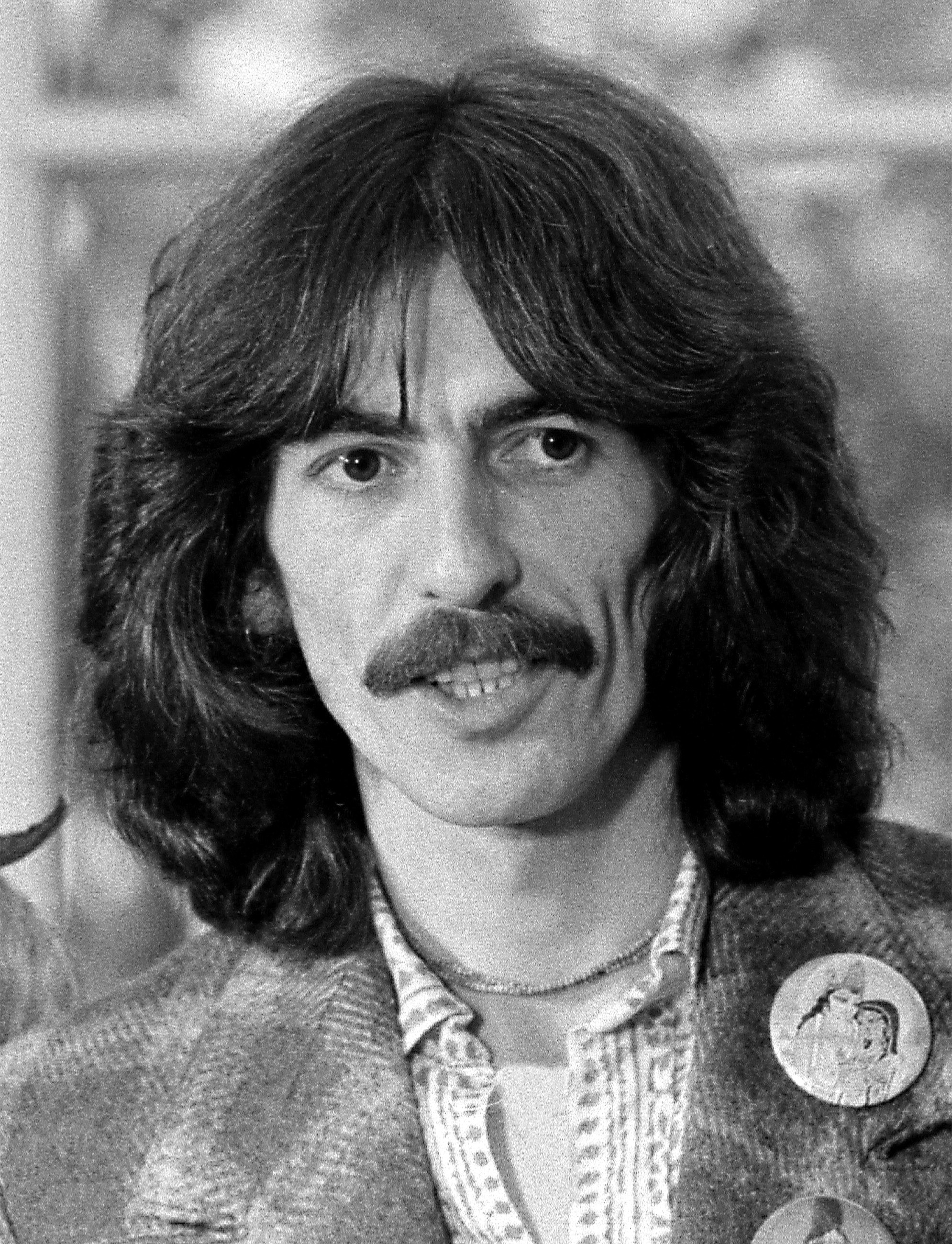
George Harrison,
geboren in 1943

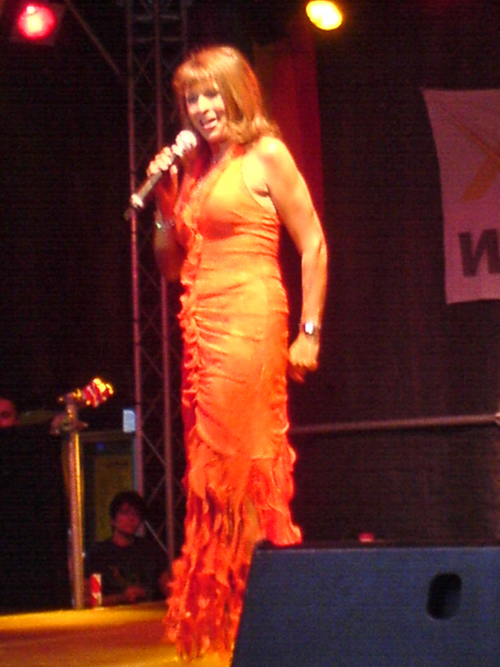
Ireen Sheer,
geboren in 1949

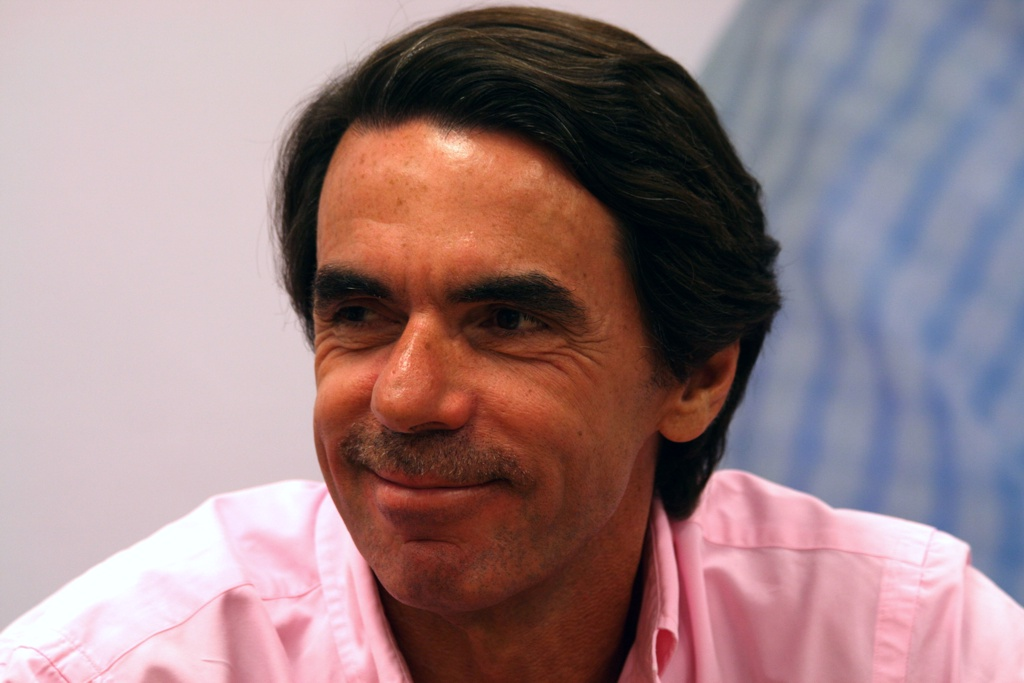
José María Aznar,
geboren in 1953

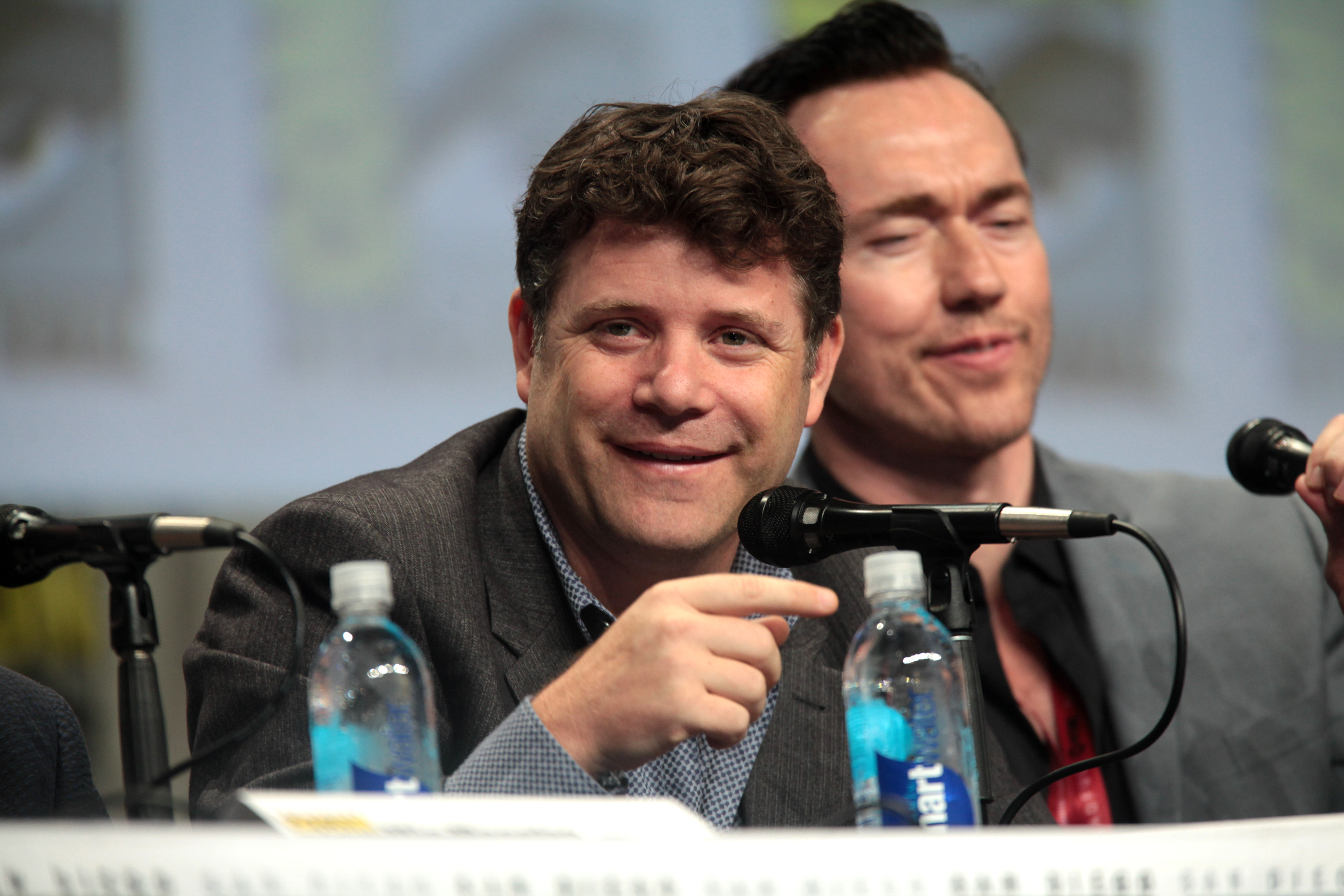
Sean Astin,
geboren in 1971

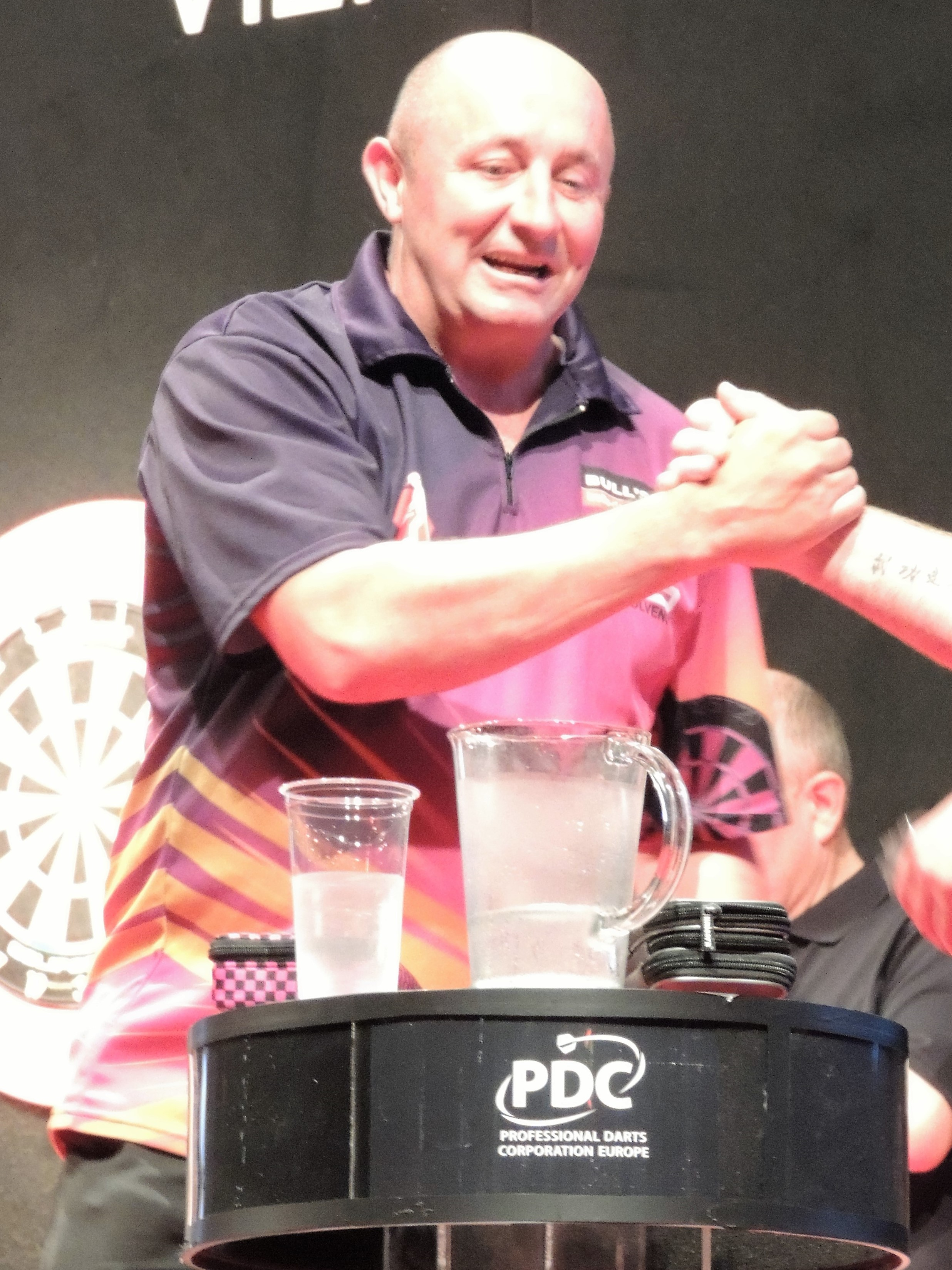
James Wilson,
geboren in 1972

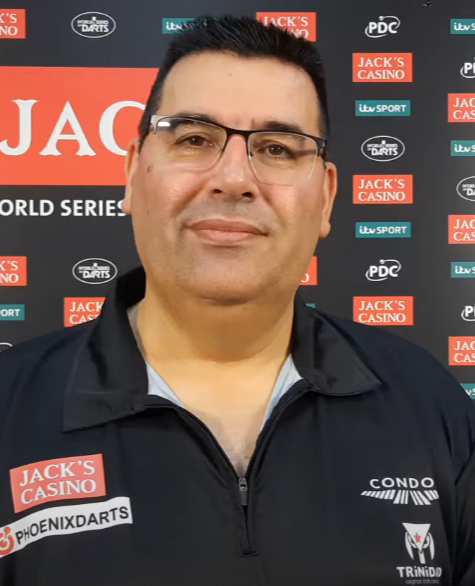
José de Sousa,
geboren in 1974

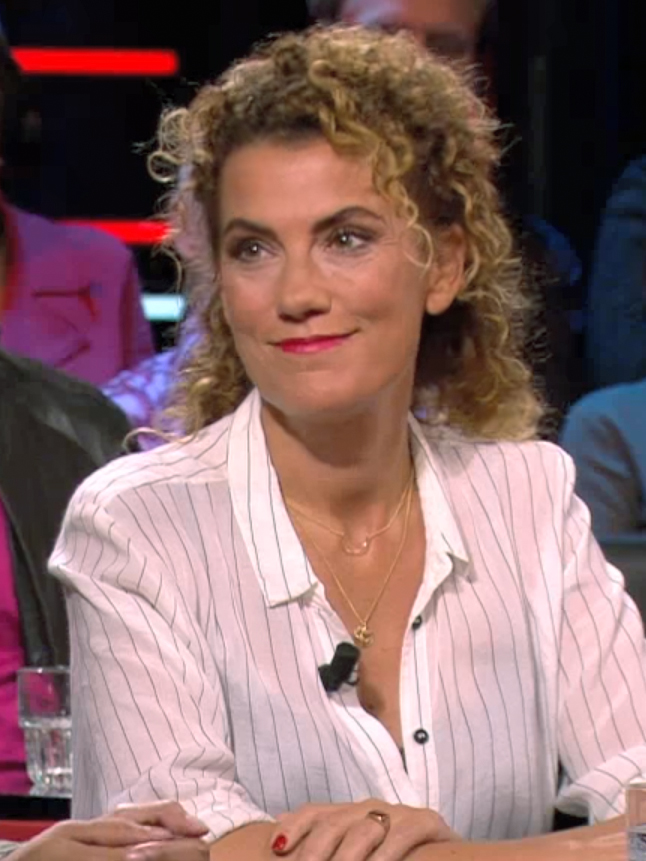
Tatum Dagelet,
geboren in 1975

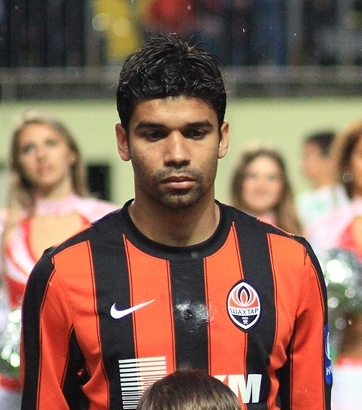
Eduardo da Silva,
geboren in 1983

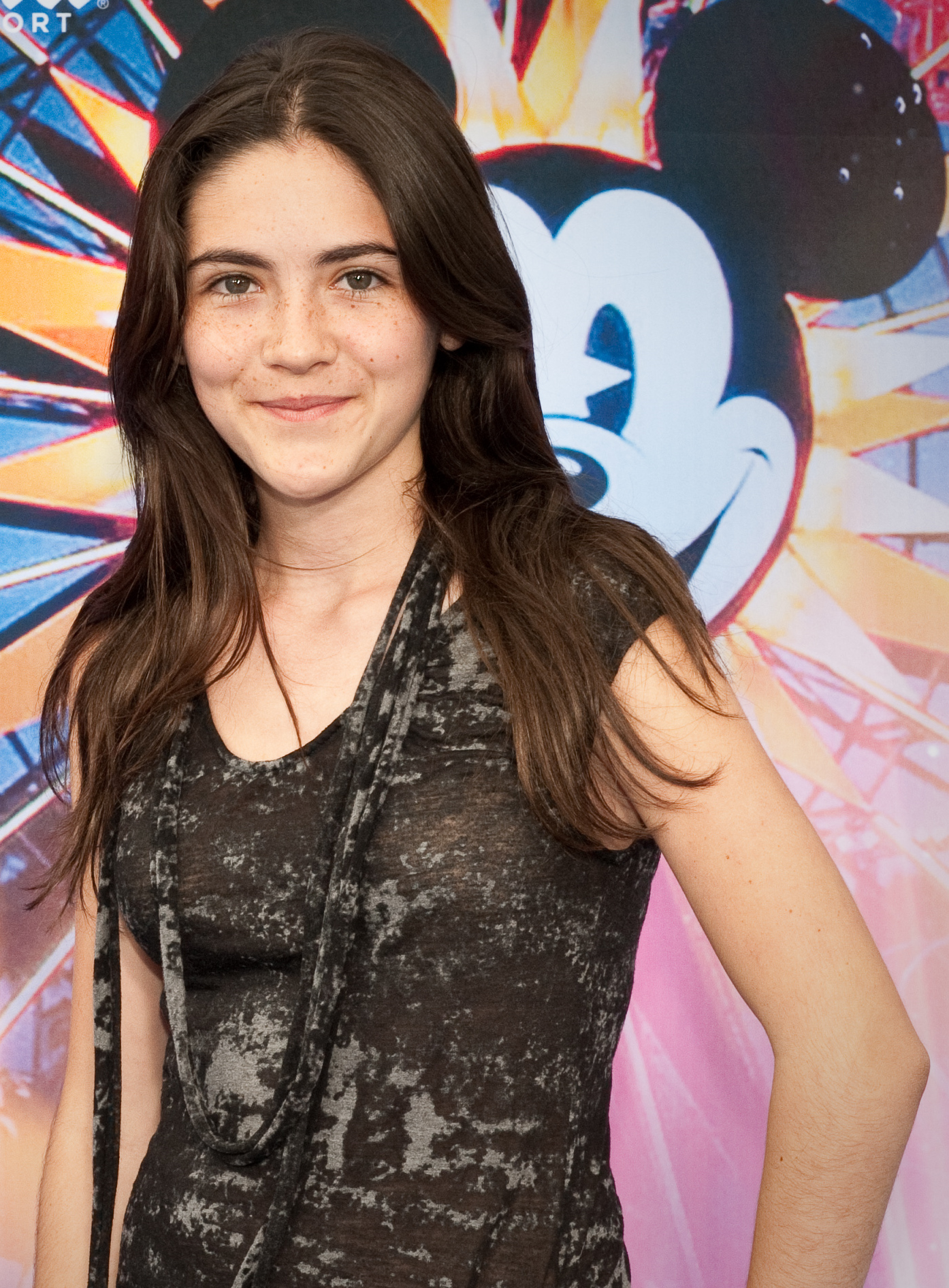
Isabelle Fuhrman,
geboren in 1997

- 1398 - Xuande, vijfde keizer van China uit de Mingdynastie (overleden 1435)
- 1622 - Christiaan Lodewijk van Brunswijk-Lüneburg, hertog van Calenberg en Lüneburg (overleden 1665)
- 1643 - Ahmed II, 21ste sultan van het Osmaanse Rijk (overleden 1695)
- 1656 - Carel de Moor, Nederlands kunstschilder (overleden 1738)
- 1707 - Carlo Goldoni, Italiaans toneelschrijver (overleden 1793)
- 1727 - Armand-Louis Couperin, Frans componist (overleden 1789)
- 1764 - Carl Gustaf von Brinkman, Zweeds schrijver (overleden 1847)
- 1778 - José de San Martín, Argentijns generaal en de belangrijkste leider van de Zuid-Amerikaanse onafhankelijkheidsstrijd (overleden 1850)
- 1782 - William Miller, Amerikaans theoloog (overleden 1849)
- 1794 - Gerrit Schimmelpenninck, Nederlands politicus en zakenman (overleden 1863)
- 1816 - Ramón Matías Mella, Dominicaans Republikeins politicus. Hij leverde een belangrijke bijdrage tijdens de Dominicaanse onafhankelijkheidsoorlog tegen Haïti in 1844 (overleden 1864)
- 1822 - Jacobus Cornelis Bloem, Nederlands politicus (overleden 1902)
- 1841 - Pierre-Auguste Renoir, Frans impressionistisch kunstschilder (overleden 1919)
- 1842 - Karl May, Duits schrijver (onder andere Winnetou) (overleden 1912)
- 1848 - Willem II van Württemberg, laatste koning van Württemberg (overleden 1921)
- 1856 - Miguel Oquelí Bustillo, Hondurees militair en politicus (overleden 1938)
- 1861 - Santiago Rusiñol, Catalaans kunstschilder, schrijver, dramaturg, journalist en kunstverzamelaar (overleden 1931)
- 1865 - Andranik Ozanian, Armeens vrijheidsstrijder (overleden 1927)
- 1866 - Benedetto Croce, Italiaans filosoof, historicus, literatuurcriticus en politicus (overleden 1952)
- 1868 - Erwin Baum, Duits politicus (overleden 1950)
- 1871 - Lesja Oekrajinka, Oekraïens dichteres (overleden 1913)
- 1873 - Enrico Caruso, Italiaans operazanger (overleden 1921)
- 1877 - Erich von Hornbostel, Oostenrijks etnomusicoloog en muziekpedagoog (overleden 1935)
- 1878 - Eduard Meijer, Nederlands zwemmer en waterpoloër (overleden 1929)
- 1881 - Aleksej Rykov, Russisch staatsman (overleden 1938)
- 1882 - Carlos Brown, Argentijns voetballer (overleden 1926)
- 1883 - Alice van Albany, gravin van Athlone (overleden 1981)
- 1883 - Koeno Gravemeijer, Nederlands predikant en leider van het kerkelijk verzet in de Tweede Wereldoorlog (overleden 1970)
- 1885 - Alice van Battenberg, Grieks prinses (overleden 1969)
- 1887 - Ewald Mataré, Duits kunstschilder en beeldhouwer (overleden 1965)
- 1888 - John Foster Dulles, Amerikaans staatsman (overleden 1959)
- 1889 - Albin Stenroos, Fins atleet (overleden 1971)
- 1890 - Vjatsjeslav Molotov, Russisch politicus (overleden 1986)
- 1891 - Alfredo Duarte Marceneiro, Portugees fadozanger (overleden 1982)
- 1894 - Meher Baba, Indiaas goeroe (overleden 1969)
- 1894 - Ernst Friedrich, Duits pacifist (overleden 1967)
- 1894 - Sven Malm, Zweeds atleet (overleden 1974)
- 1901 - Zeppo Marx, Amerikaans acteur (overleden 1979)
- 1902 - Oscar Cullmann, luthers theoloog (overleden 1999)
- 1903 - Guillermo Subiabre, Chileens voetballer (overleden 1964)
- 1908 - Folke Frölén, Zweeds ruiter (overleden 2002)
- 1910 - Pavel Kloesjantsev, Russisch cameraman, regisseur en schrijver (overleden 1999)
- 1911 - Ingo Preminger, Amerikaans filmproducent (overleden 2006)
- 1913 - Jacobus Anker, Nederlands politicus (overleden 1998)
- 1913 - Jim Backus, Amerikaans acteur (overleden 1989)
- 1913 - Gert Fröbe, Duits acteur en violist (overleden 1988)
- 1916 - Denise Lambrecht, Belgische verzetsvrouw (overleden 2005)
- 1917 - Anthony Burgess, Brits auteur (overleden 1993)
- 1918 - Barney Ewell, Amerikaans atleet (overleden 1996)
- 1918 - Bobby Riggs, Amerikaans tennisser (overleden 1995)
- 1920 - Philip Habib, Amerikaans diplomaat (overleden 1992)
- 1920 - Sun Myung Moon, Koreaans zelfverklaard messias en leider van de Verenigingskerk (overleden 2012)
- 1924 - Chuck Leighton, Amerikaans autocoureur (overleden 2003)
- 1924 - Manu Ruys, Belgisch journalist en publicist (overleden 2017)
- 1925 - Clovis Cnoop Koopmans, Nederlands rechter en politicus (overleden 2008)
- 1927 - Rudi van Dalm, Nederlands zanger (overleden 2023)
- 1927 - Lucien Theys, Belgisch atleet (overleden 1996)
- 1928 - Paul Elvstrøm, Deens zeiler (overleden 2016)
- 1928 - Mike Hennessey, Brits muziekjournalist (overleden 2017)
- 1928 - Gilbert Temmerman, Belgisch politicus (overleden 2012)
- 1932 - Hans Apel, Duits politicus en minister (overleden 2011)
- 1932 - Tony Brooks, Brits autocoureur (overleden 2022)
- 1932 - Roger Deweer, Belgisch atleet (overleden 2017)
- 1933 - R.L. Jankie, Surinaams politicus (overleden 1988)
- 1934 - John Wimber, Amerikaans predikant en oprichter van de Vineyardbeweging (overleden 1997)
- 1935 - Tony Campolo, Amerikaans predikant en schrijver (overleden 2024)
- 1935 - José Macia (Pepe), Braziliaans voetballer
- 1935 - Franz Vansteenkiste, Belgisch politicus (overleden 2021)
- 1937 - Tom Courtenay, Engels acteur
- 1937 - Gyula Zsivótzky, Hongaars atleet (overleden 2007)
- 1938 - Diane Baker, Amerikaans actrice
- 1938 - Herb Elliott, Australisch atleet
- 1938 - Viktor Kositsjkin, Russisch schaatser (overleden 2012)
- 1940 - Thue Christiansen, Groenlands beeldend kunstenaar en politicus (overleden 2022)
- 1940 - Béchara Boutros Raï, Libanees kardinaal, patriarch van Antiochië en het gehele Oosten
- 1940 - Cees Smit, Nederlands voetballer (overleden 2025)
- 1940 - Zhuang Zedong, Chinees tafeltennisser (overleden 2013)
- 1941 - Nelly Maes, Belgisch politica
- 1942 - Pierre Bernard, Frans grafisch kunstenaar (overleden 2015)
- 1942 - Karen Grassle, Amerikaans actrice
- 1942 - John Saul, Amerikaans schrijver
- 1943 - George Harrison, Brits popmuzikant (overleden 2001)
- 1943 - Jürgen Lässig, Duits autocoureur (overleden 2022)
- 1944 - François Cevert, Frans autocoureur (overleden 1973)
- 1945 - Elkie Brooks, Brits zangeres
- 1945 - Claude Lombard, Belgisch zangeres (overleden 2021)
- 1945 - Toshikatsu Matsuoka, Japans minister (overleden 2007)
- 1946 - Jean Todt, Frans rallycoureur en autosportmanager
- 1947 - Giuseppe Betori, Italiaans kardinaal
- 1947 - Brian Burke, 23e premier van West-Australië
- 1947 - Lee Evans, Amerikaans atleet (overleden 2021)
- 1948 - Friedrich Koncilia, Oostenrijks voetballer
- 1949 - Ric Flair, Amerikaans worstelaar
- 1949 - Amin Maalouf, Libanees journalist en schrijver
- 1949 - Ireen Sheer, Brits schlagerzangeres
- 1950 - Jure Jerković, Kroatisch voetballer (overleden 2019)
- 1950 - Neil Jordan, Iers regisseur, schrijver en producer
- 1950 - Néstor Kirchner, president van Argentinië (overleden 2010)
- 1950 - Francisco Fernández Ochoa, Spaans alpineskiër (overleden 2006)
- 1950 - Ole Qvist, Deens voetballer
- 1951 - Giampiero Marini, Italiaans voetballer en voetbalcoach
- 1951 - Don Quarrie, Jamaicaans hardloper
- 1952 - Joey Dunlop, Noord-Iers motorcoureur (overleden 2000)
- 1953 - José María Aznar, Spaans premier
- 1953 - Martin Kippenberger, Duits beeldhouwer, installatiekunstenaar, schilder, fotograaf en tekenaar (overleden 1997)
- 1955 - Bernard Welten, Amsterdams hoofdcommissaris
- 1956 - Maria Goos, Nederlands schrijfster
- 1956 - Herman van Hoogdalem, Nederlands kunstschilder
- 1956 - Tineke Verburg, Nederlands televisiepresentatrice (overleden 2020)
- 1957 - Aage Tanggaard, Deens jazz-drummer en platenproducer
- 1958 - Peter Drost, Nederlands zwemmer
- 1958 - Laurent Schonckert, Luxemburgs voetballer
- 1959 - Aleksej Balabanov, Russisch filmmaker (overleden 2013)
- 1959 - Fernando Baldeón, Ecuadoraans voetballer en voetbalcoach
- 1959 - Mike Peters, Brits muzikant (overleden 2025)
- 1960 - Stefan Blöcher, Duits hockeyer
- 1960 - Rob Landsbergen, Nederlands voetballer (overleden 2022)
- 1961 - Giancarlo Camolese, Italiaans voetballer en voetbalcoach
- 1961 - DJ Sven, Nederlands DJ
- 1962 - Birgit Fischer, (Oost-)Duits kanovaardster
- 1964 - Vladimír Hriňák, Slowaaks voetbalscheidsrechter (overleden 2012)
- 1964 - Martine Prenen, Belgisch actrice en presentatrice
- 1965 - Brian Baker, Amerikaans gitarist
- 1965 - Kristin Davis, Amerikaans actrice
- 1966 - Alexis Denisof, Amerikaans acteur
- 1966 - Marc Emmers, Belgisch voetballer
- 1966 - Téa Leoni, Amerikaans actrice
- 1966 - Ioana Olteanu, Roemeens roeister
- 1967 - Nick Leeson, Brits effectenhandelaar
- 1967 - Julio Granda Zuniga, Peruviaans schaker
- 1968 - Rolf Koster, Nederlands (musical-)acteur en zanger
- 1968 - Evridiki Theokleous, Grieks-Cypriotisch zangeres
- 1969 - Leonard van Utrecht, Nederlands voetballer
- 1971 - Sean Astin, Amerikaans acteur, regisseur en producent
- 1971 - Daniel Powter, Canadees zanger
- 1971 - Morten Wieghorst, Deens voetballer en voetbaltrainer
- 1972 - Erwin van de Looi, Nederlands voetballer en voetbaltrainer
- 1972 - Viorel Talapan, Roemeens roeier
- 1972 - James Wilson, Engels darter
- 1973 - Julio José Iglesias, Spaans zanger
- 1973 - Kim Yun-man, Koreaans schaatser
- 1973 - Normann Stadler, Duits triatleet
- 1973 - Gareth Taylor, Welsh voetballer
- 1974 - Dominic Raab, Brits politicus en diplomaat
- 1974 - José de Sousa, Portugees darter
- 1975 - Simone Cercato, Italiaans zwemmer
- 1975 - Tatum Dagelet, Nederlands actrice en televisiepresentatrice
- 1975 - Chelsea Handler, Amerikaans stand-up comédienne
- 1976 - Rashida Jones, Amerikaans actrice
- 1977 - Steven De Lelie, Belgisch acteur en regisseur
- 1977 - Sarah Jezebel Deva, Engels zangeres
- 1977 - Francisco José Lara, Spaans wielrenner
- 1978 - Vladimir Baklan, Oekraïens schaker
- 1978 - Yuji Nakazawa, Japans voetballer
- 1978 - Ludwin Van Nieuwenhuyze, Belgisch voetballer
- 1979 - László Bodnár, Hongaars voetballer
- 1979 - Jennifer Ferrin, Amerikaans actrice
- 1980 - Youssouf Hadji, Marokkaans voetballer
- 1981 - Park Ji-sung, Zuid-Koreaans voetballer
- 1981 - Marek Plawgo, Pools atleet
- 1982 - Aukje van Ginneken, Nederlands actrice
- 1982 - Maria Kanellis, Amerikaans worstelaarster
- 1982 - Flavia Pennetta, Italiaans tennisster
- 1982 - Meral Polat, Turks-Nederlands actrice
- 1983 - Eduardo da Silva, Braziliaans-Kroatisch voetballer
- 1984 - Maria Antonelli, Braziliaans beachvolleyballer
- 1984 - Heinrich Haussler, Australisch wielrenner
- 1984 - Lovefoxxx (Luísa Hanaê Matsushita), Braziliaans-Japans zangeres
- 1984 - Alejandro Núñez, Spaans autocoureur
- 1984 - João Pedro da Silva Pereira (João Pereira), Portugees voetballer
- 1984 - Emmanuel Piget, Frans autocoureur
- 1984 - Xing Huina, Chinees hardloopster
- 1985 - Joakim Noah, Amerikaans basketbalspeler
- 1986 - Justin Berfield, Amerikaans acteur, producer en kindster
- 1986 - Nabil Dirar, Marokkaans-Belgisch voetballer
- 1986 - James Phelps, Brits acteur
- 1986 - Oliver Phelps, Brits acteur
- 1987 - Natalie Dreyfuss, Amerikaans actrice
- 1987 - Christine Majerus, Luxemburgs wielrenster
- 1987 - Andrew Poje, Canadees kunstschaatser
- 1987 - Dennis Straatman, Nederlands paralympisch sporter
- 1988 - Ivan Ivanov, Bulgaars voetballer
- 1988 - Chris Sagramola, Luxemburgs voetballer
- 1989 - Milan Badelj, Kroatisch voetballer
- 1989 - Hannelore Desmet, Belgisch atlete
- 1989 - Valerică Găman, Roemeens voetballer
- 1989 - Hans Christer Holund, Noors langlaufer
- 1989 - Erik Israelsson, Zweeds voetballer
- 1990 - Pello Bilbao, Spaans wielrenner
- 1990 - Kylie Palmer, Australisch zwemster
- 1990 - Quentin Serron, Belgisch basketballer
- 1990 - Céline Verbeeck, Belgisch actrice
- 1991 - Adrien Tambay, Frans autocoureur
- 1992 - Thomas Diethart, Oostenrijks schansspringer
- 1992 - Nico Müller, Zwitsers autocoureur
- 1992 - Lennart Thy, Duits voetballer
- 1993 - Conor Coady, Engels voetballer
- 1994 - Eugenie Bouchard, Canadees tennisster
- 1994 - Matthew Brabham, Australisch-Amerikaans autocoureur
- 1994 - Mike Jones, Australisch motorcoureur
- 1994 - Marit Røsberg Jacobsen, Noors handbalster
- 1995 - Arber Zeneli, Zweeds-Kosovaars voetballer
- 1997 - Isabelle Fuhrman, Amerikaans actrice
- 1998 - Méline Nocandy, Frans handbalster
- 1998 - Matheus Pereira da Silva, Braziliaans voetballer
- 1998 - Ismaïla Sarr, Senegalees voetballer
- 1998 - Chris Vos, Nederlands snowboarder
- 1999 - Gianluigi Donnarumma, Italiaans voetballer
- 2000 - Sophie Edwards, wielrenster
- 2001 - Vernon Carey Jr., Amerikaans basketballer
- 2003 - Sophie te Brake, Nederlands voetbalster
- 2004 - Roman Staněk, Tsjechisch autocoureur
- 2005 - Thijmen Blokzijl, Nederlands voetballer
- 2005 - Emma Frijns, Nederlands voetbalster
- 2005 - Arda Güler, Turks voetballer
- 2006 - Victor Froholdt, Deens voetballer

## Overleden

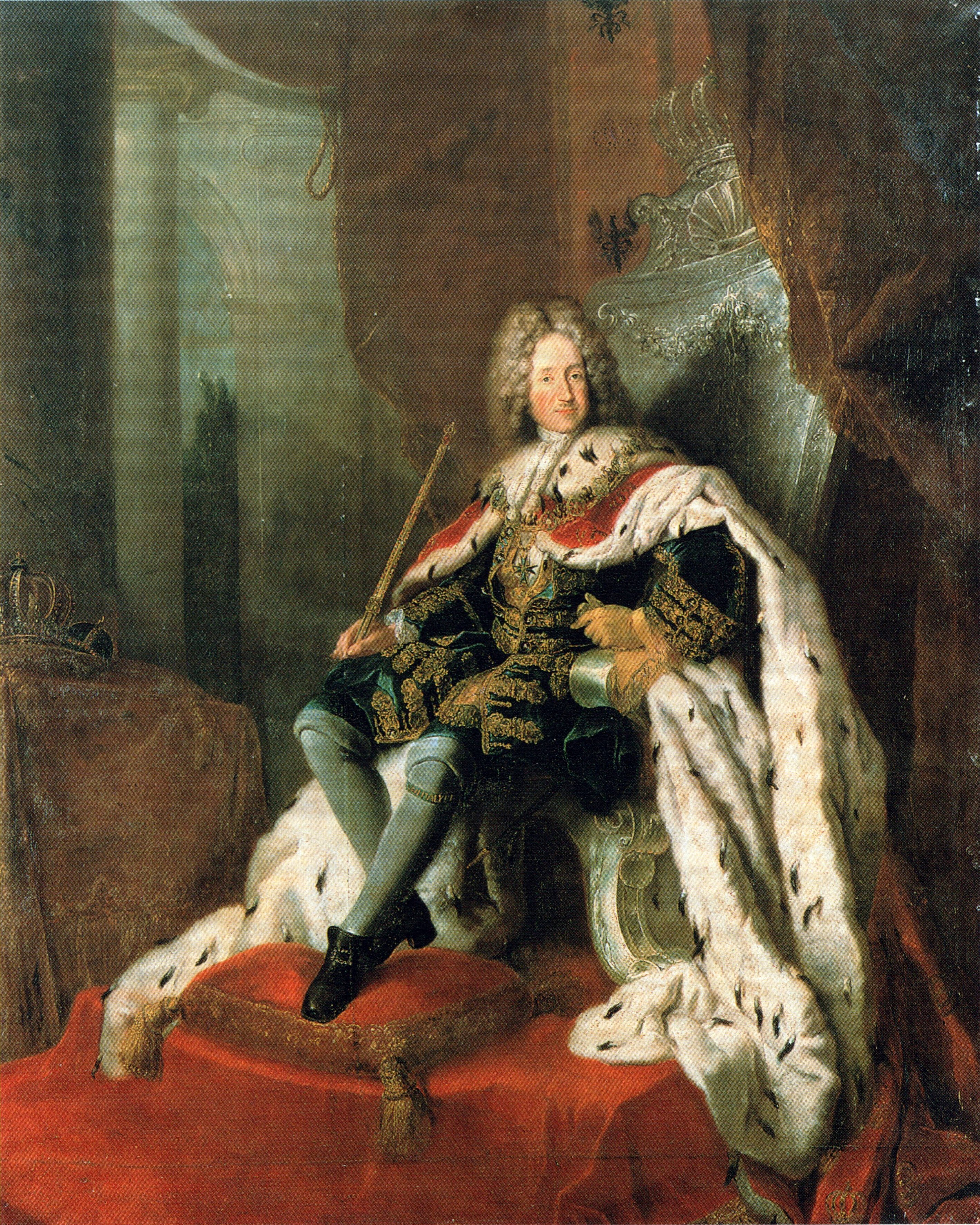
Frederik I
overleden in 1713

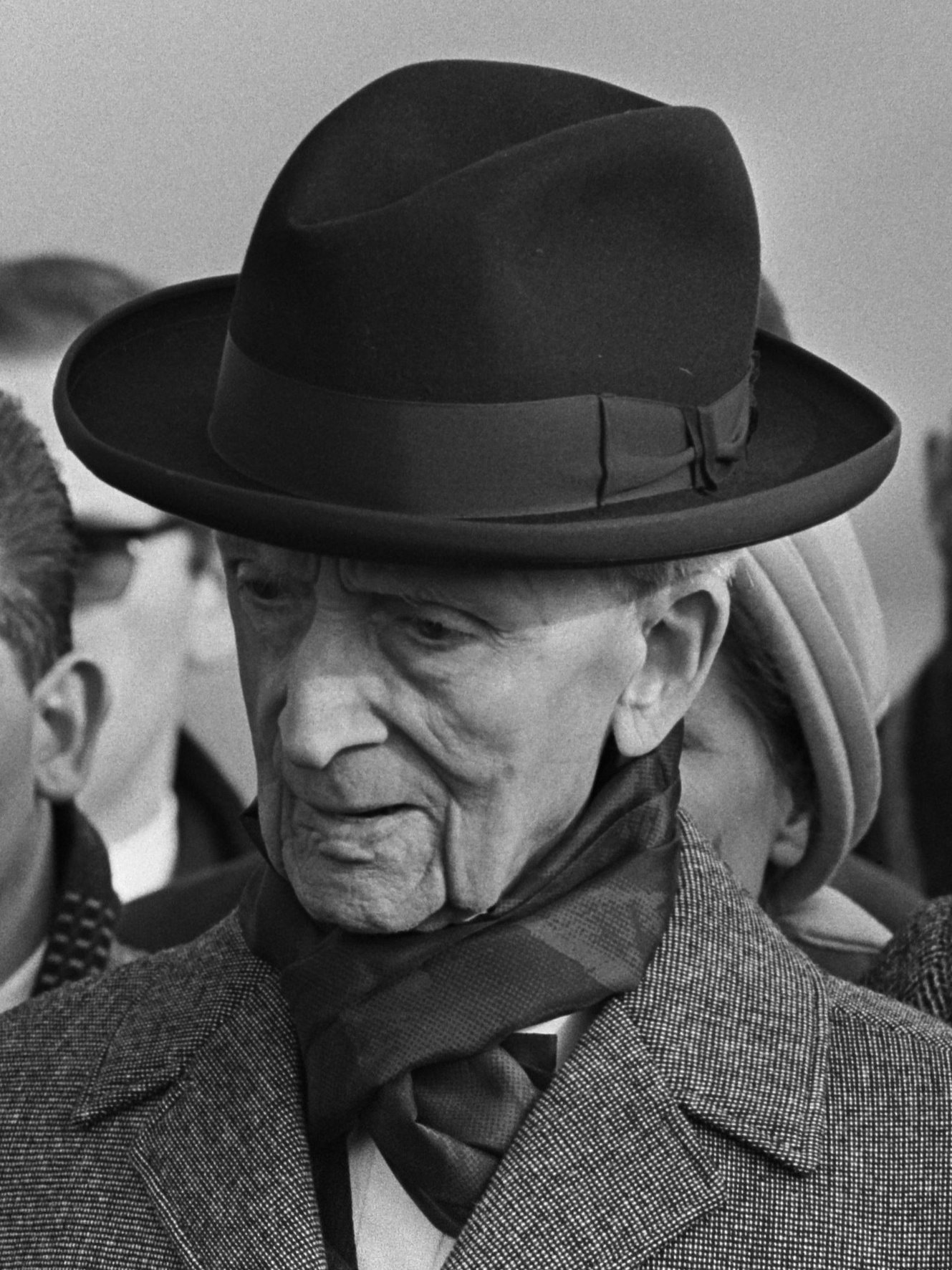
Camille Huysmans
overleden in 1968

- 805 - De Zong (63), Chinees keizer
- 824 - Mu Zong (29), Chinees keizer
- 1713 - Frederik I van Pruisen (56), keurvorst van Brandenburg
- 1723 - Sir Christopher Wren (90), Brits wetenschapper en architect
- 1864 - Anna Harrison (88), first lady (echtgenote van Amerikaans president William Henry Harrison)
- 1867 - Lucas Stokbroo (74), Nederlands verzamelaar en politicus
- 1895 - Royal Earl House (80), Amerikaans ingenieur en uitvinder van de telex
- 1895 - Ignaz Lachner (87), Duits violist, organist, componist en dirigent
- 1899 - Paul Julius Reuter (82), Brits journalist en mediamagnaat, oprichter van het Reuters Newsbureau
- 1929 - Antonio Vico (82), Italiaans geestelijke
- 1944 - Julien Lehouck (47), Belgisch atleet, burgemeester en weerstander
- 1957 - George "Bugs" Moran (63), Chicago-gangster
- 1958 - Rūdolfs Bangerskis (79), Russisch kolonel, Lets generaal en minister van Oorlog
- 1964 - Mariano Cuenco (76), Filipijns politicus en schrijver
- 1964 - Grace Metalious (39), Amerikaans schrijfster
- 1968 - Camille Huysmans (96), Belgisch politicus
- 1968 - Gerard Neels (71), Belgisch senator
- 1971 - Theodor Svedberg (86), Zweeds scheikundige en Nobelprijswinnaar
- 1972 - Gottfried Fuchs (82), Duits voetballer
- 1972 - Ru Paré (75), Nederlands verzetsstrijdster en kunstschilderes
- 1972 - Hugo Steinhaus (85), Pools wiskundige
- 1975 - Elijah Muhammad (77), Black Muslim leider
- 1980 - Alfred Comvalius (47), Surinaams militair en musicus
- 1983 - Tennessee Williams (71), Amerikaans toneelschrijver
- 1993 - Sjeng Tans (81), Nederlands politicus
- 1994 - Givi Tsjocheli (56), Sovjet-Georgisch voetballer en trainer
- 2001 - Paul Huber (83), Zwitsers componist
- 2001 - Jacques Nathan Garamond (90), Frans beeldend kunstenaar
- 2001 - Sigurd Rascher (93), Amerikaans klassiek saxofonist
- 2005 - Max Schuchart (84), Nederlands dichter, journalist en vertaler
- 2006 - Octavia E. Butler (58), Amerikaans schrijfster
- 2006 - Darren McGavin (83), Amerikaans acteur
- 2009 - Philip José Farmer (91), Amerikaans auteur
- 2009 - Jaap Kruithof (79), Belgisch moraalfilosoof
- 2010 - Per Agne Erkelius (75), Zweeds schrijver
- 2010 - Andrew Koenig (41), Amerikaans acteur
- 2010 - Miloš Marković (63), Joegoslavisch waterpoloër
- 2010 - Rafael de Penagos (85), Spaans acteur en dichter
- 2010 - Ad Snijders (80), Nederlands schilder, tekenaar, collagist en beeldhouwer
- 2011 - Tessy Moerenhout (59), Belgisch actrice
- 2012 - Richard Gedopt (96), Belgisch voetballer
- 2013 - Pierre Mainil (87), Belgisch minister
- 2013 - Ray O'Connor (86), 22e premier van West-Australië
- 2014 - Pim Bekkering (82), Nederlands voetbaldoelman
- 2014 - Mário Coluna (78), Mozambikaans-Portugees voetballer
- 2014 - Paco de Lucía (66), Spaans flamencogitarist en -componist
- 2015 - Eugenie Clark (92), Amerikaans ichtyologist
- 2015 - Frans Hartman (75), Nederlands ondernemer en voetbalbestuurder
- 2015 - Chris Rainbow (68), Schots zanger
- 2017 - Alf Lechner (91), Duits beeldhouwer
- 2017 - Bill Paxton (61), Amerikaans acteur
- 2019 - Mark Hollis (64), Brits componist, muzikant en zanger
- 2019 - Waldo Machado da Silva (84), Braziliaans voetballer
- 2019 - Tjeerd Velstra (79), Nederlands springruiter, vierspanmenner en bondscoach
- 2020 - Hosni Moebarak (91), Egyptisch president
- 2020 - Marie-Luise Nikuta (81), Duits zangeres
- 2021 - Albert Bers (89), Belgisch voetballer en voetbaltrainer
- 2021 - Pieter Neleman (84), Nederlands jurist
- 2021 - Ton Thie (76), Nederlands voetballer
- 2022 - Dree Peremans (72), Belgisch schrijver en radiomaker
- 2024 - Hanny Bouman (101), Nederlands balletdanseres en balletmeester
- 2024 - Edmund Griffith (84), Surinaams voetballer
- 2024 - Gabriela Grillo (71), Duits amazone
- 2024 - Georg Riedel (90), Tsjecho-Slowaaks-Zweeds muzikant
- 2024 - Bigidagoe (Danzel Joel Silos) (26), Nederlands rapper
- 2025 - Reninca (Renée Lauwers) (101), Belgisch dichteres

## Viering/herdenking
- Koeweit - Nationale Dag
- Filipijnen - People Power Dag
- Rooms-katholieke kalender:

Nationale Dag Koeweit

  - Heilige Walburgis († 779) - Gedachtenis (in Bisdom Antwerpen)
  - Heilige Adeltrude († c. 696)
  - Heilige Cesar(ius) (van Nazianze) († 369)
  - Heilige Reginus van Skopelos († c. 363)
  - Heilige Nestor (van Perge) († 251)
  - Zaligen Avertanus en Romeo (van Limoges) († 1380)
- Oosters-orthodoxe kalender:
  - Heilige Victorinus (van Corinthe) en metgezellen: onder andere Heiligen Klaudiaan en Papias († 284)

## Weerextremen

### Nederland
| | Officiële records | Officiële records | Officiële records |      | Landelijke records | Landelijke records | Landelijke records |
| Gebeurtenis | Jaar              | Extreem           | Locatie           | Jaar | Extreem            | Locatie            |                    |
| --- | ----------------- | ----------------- | ----------------- | ---- | ------------------ | ------------------ | ------------------ |
| Laagste etmaalgemiddelde temperatuur (°C) | 1956              | −9,1              | De Bilt           |      | 1963               | −11,2              | Eelde              |
| Hoogste etmaalgemiddelde temperatuur (°C) | 2021              | 11,4              | De Bilt           |      | 2021               | 13,6               | Maastricht         |
| Laagste minimumtemperatuur (°C) | 1956              | −15,1             | De Bilt           |      | 1963               | −19,2              | Eelde              |
| Hoogste minimumtemperatuur (°C) | 1966              | 9,0               | De Bilt           |      | 1997               | 9,8                | Westdorpe          |
| Laagste maximumtemperatuur (°C) | 1929              | −2,7              | De Bilt           |      | 1929               | −4,6               | Eelde              |
| Hoogste maximumtemperatuur (°C) | 2019              | 18,3              | De Bilt           |      | 2019               | 19,1               | Gilze-Rijen        |
| Hoogste uurgemiddelde windsnelheid (m/s) | 1958              | 15,9              | De Bilt           |      | 1997               | 24,0               | Vlieland           |
| Hoogste windstoot (m/s) | 1958              | 28,3              | De Bilt           |      | 1997               | 32,0               | Valkenburg ZH      |
| Langste zonneschijnduur (uur) | 1902              | 10,5              | De Bilt           |      | 1902               | 10,5               | De Bilt            |
| Langste neerslagduur (uur) | 2002              | 14,3              | De Bilt           |      | 1958               | 22,8               | De Kooy            |
| Hoogste etmaalsom van de neerslag (mm) | 1958              | 14,8              | De Bilt           |      | 1958               | 28,8               | De Kooy            |
| Laagste etmaalgemiddelde relatieve vochtigheid (%) | 2018              | 56                | De Bilt           |      | 1913               | 45                 | Maastricht         |
| Laagste uurwaarde luchtdruk op zeeniveau (hPa) | 1989              | 956,5             | De Bilt           |      | 1989               | 954,4              | Vlissingen         |
| Hoogste uurwaarde luchtdruk op zeeniveau (hPa) | 1979              | 1043,4            | De Bilt           |      | 1979               | 1043,9             | Rotterdam          |
| Officiële records worden altijd gemeten op het KNMI-weerstation in De Bilt. Landelijke records kunnen worden gemeten op elk officieel KNMI-weerstation in Nederland. |                   |                   |                   |      |                    |                    |                    |

Uitzonderlijke gebeurtenissen
- 1902 - Officieel maandrecord langste zonneschijnduur in uren van februari gemeten in De Bilt: 10,5
- 1902 - Landelijk maandrecord langste zonneschijnduur in uren van februari gemeten in De Bilt: 10,5
- 1922 - Eerste landelijke zachte dag van het jaar gemeten in Maastricht (maximumtemperatuur ≥ 15 °C op een officieel weerstation)
- 1964 - Eerste officiële zachte dag van het jaar (maximumtemperatuur ≥ 15 °C in De Bilt)
- 1964 - Eerste landelijke zachte dag van het jaar gemeten in De Bilt, Deelen, Eindhoven, Gilze-Rijen, Maastricht, Rotterdam, Soesterberg en Twenthe (maximumtemperatuur ≥ 15 °C op een officieel weerstation)
- 1978 - Eerste landelijke zachte dag van het jaar gemeten in Eindhoven, Gilze-Rijen, Maastricht, Twenthe en Volkel (maximumtemperatuur ≥ 15 °C op een officieel weerstation)
- 1989 - Landelijk maandrecord laagste uurwaarde luchtdruk op zeeniveau in hPa van februari gemeten in Vlissingen: 954,4

### België
Dagrecords
- 1888 - Laagste etmaalgemiddelde temperatuur −7,9 °C
- 1900 - Hoogste etmaalgemiddelde temperatuur 13,5 °C
- 1956 - Laagste minimumtemperatuur −13,7 °C
- 2019 - Hoogste maximumtemperatuur 18,8 °C
- 1958 - Hoogste etmaalsom van de neerslag 24,2 mm

Uitzonderlijke gebeurtenissen
- 1955 - Van 9 tot 25 februari vallen er dagelijks sneeuwbuien in het land.
- 1989 - Laagste luchtdruk ooit: 956,8 hPa (luchtdruk, herleid tot zeeniveau).
- 1991 - De maximumtemperatuur stijgt in Meeuwen (Kempen) tot 21,1 °C (normaal: 3 °C in Ukkel).

<< · 1 · 2 · 3 · 4 · 5 · 6 · 7 · 8 · 9 · 10 · 11 · 12 · 13 · 14 · 15 · 16 · 17 · 18 · 19 · 20 · 21 · 22 · 23 · 24 · 25 · 26 · 27 · 28 · 29 · (30) · >>